# 버추얼 프라이빗 클라우드
버추얼 프라이빗 클라우드(Virtual private cloud, VPC)는 퍼블릭 클라우드 환경 내에 할당된 주문형의 구성 가능한 공유 자원 풀(pool)이다. 해당 자원을 사용하여 각기 다른 조직(이후로 '사용자'로 명기)간 특정 수준의 격리(isolation)를 제공한다. VPC 사용자와 동일 클라우드의 다른 사용자들간 격리는 사용자별로 사설 IP 서브넷 할당과 가상 통신 구성(예: 가상 랜 또는 암호화된 통신 채널 집합)을 통해 이루어진다.
VPC는 대체로 클라우드 서비스형 인프라스트럭처의 문맥에서 사용된다. 이 문맥에서 그 기반이 되는 퍼블릭 클라우드 인프라를 제공하는 인프라 제공자와 이 인프라 위에 VPC 서비스 제공을 실현시키는 제공자는 서로 다른 업체일 수 있다.

## 구현체
아마존 웹 서비스는 2009년 8월 26일에 아마존 버추얼 프라이빗 클라우드를 시작했으며 이를 통해 아마존 일래스틱 컴퓨트 클라우드 서비스는 IPsec VPN을 경유하는 레거시 인프라에 연결이 가능해졌다. AWS에서 기초적인 VPC는 무료로 사용이 가능하며 사용자는 추가 기능 사용 시 돈을 지불하게 된다. VPC 안에서 실행되는 EC2와 RDS는 리저브드 인스턴스(reserved instance)를 사용해서도 구매가 가능하지만 보장되는 자원에는 제약이 있을 수 있다.
IBM 클라우드는 IBM 클라우드 VPC를 2019년 6월 4일에 출시했으며 가상 머신 기반 컴퓨터, 스토리지, 네트워킹 자원을 관리하는 기능을 제공한다.
구글 클라우드 플랫폼(GCP) 자원은 모든 GCP 지역을 걸쳐 버추얼 프라이빗 클라우드(VPC) 안에 프로비저닝, 연결, 격리가 가능하다.

## 같이 보기
- 아마존 일래스틱 컴퓨트 클라우드
- 클라우드 컴퓨팅
- 구글 클라우드 플랫폼
- 오라클 클라우드